# A Resumed Identity

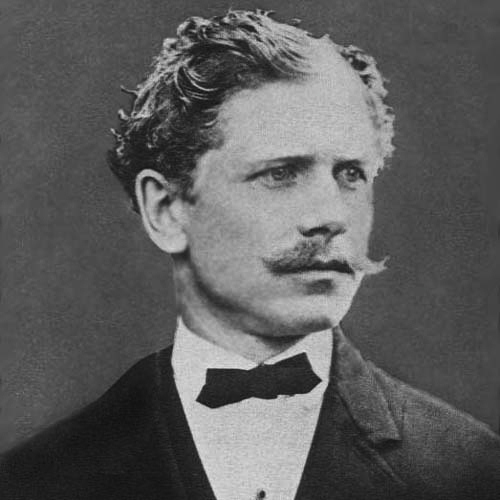
Ambrose Bierce, ca. 1866

A Resumed Identity (Eine wiedergewonnene Identität, Eine fortgeführte Identität) ist der Titel einer Kurzgeschichte des amerikanischen Schriftstellers Ambrose Bierce. Sie wurde 1893 in seiner zweiten Erzählungssammlung Can Such Things Be? veröffentlicht.
Das Werk gehört zur Gruppe der im Amerikanischen Bürgerkrieg spielenden Geschichten und schildert die letzten Stunden eines Mannes, der vor langer Zeit als Leutnant der Unionsarmee in der Schlacht am Stones River kämpfte und kurz vor seinem Tode erkennt, dass die vergangenen Jahre an ihm vorübergezogen sind und er bereits ein alter Mann in Zivil ist.
In der relativ kurzen Erzählung verarbeitet Bierce Kriegserfahrungen, die er als junger Soldat machte und die sein schriftstellerisches und journalistisches Werk bis ans Ende seines Lebens prägten.

## Inhalt
Kurz vor der Morgendämmerung findet sich ein Mann auf einem Hügel wieder und betrachtet die Umgebung, die wie eine pastorale Landschaft in der Ruhe des anbrechenden Tages vor ihm liegt.
In südlicher Richtung erblickt er auf der im Mondlicht schimmernden Straße zunächst eine Gruppe von Reitern, dann Kolonnen und schließlich eine ganze Armee, die auf ihn zukommt, lautlos vorbeizieht und in der Dunkelheit des Nordens verschwindet.
Als er zu sich selbst spricht und seine Stimme hören kann, weiß er, dass er nicht ertaubt ist, wundert sich aber über ihren fremdartigen Klang. Er erinnert sich an das Phänomen des „akustischen Schattens“, innerhalb dessen man Geräusche aus einer bestimmten Richtung nicht hören kann.
Der Mann befürchtet, dass die vermutlich nach Nashville marschierende Armee die Schlacht verloren hat, hält sich für einen Nachzügler und glaubt, ihr vorsichtig folgen zu müssen, um nicht entdeckt zu werden.
Er begegnet einem Arzt, der heimwärts reitet und eben am Schlachtfeld von Stones River vorüberkommt. Der Mann grüßt ihn militärisch, stellt sich als Leutnant aus dem Stab von General Hazen vor und fragt, was geschehen sei und wer die Schlacht gewonnen habe. Dem Reiter fällt auf, dass der unverhoffte Gesprächspartner keine Uniform trägt und wenig soldatisch wirkt.
Nach seinem Zustand befragt, betastet der Mann seinen Kopf, kann aber kein Blut entdecken und vermutet, lediglich einen Streifschuss erhalten zu haben. Er sei wohl aus einer Bewusstlosigkeit aufgewacht und wolle nun sein Kommando erreichen. Der Arzt, der an Amnesie und verlorene Identität denkt, spricht seine Zivilkluft an, bezweifelt das angegebene Alter von nur 23 Jahren und erklärt, er habe keine Truppen gesehen, worauf der Fragende ihn wütend verlässt.
Als der erschöpfte Mann etwas später mit den Händen über sein Gesicht fährt, ist es faltig und durchfurcht, und er wundert sich, wie eine harmlose Verletzung ihn zum Wrack habe werden lassen. Ihm fällt ein, dass die Schlacht im Dezember stattfand, es jetzt aber Sommer ist und er deswegen vermutlich lange im Lazarett gelegen habe und von dort entlaufen sei.
Er kommt an einem verwitterten, bemoosten Denkmal vorbei und liest die Inschrift: „Hazens Brigade zur Erinnerung an ihre Soldaten, gefallen zu Stones River am 31 Dez. 1862.“
Erschüttert sinkt er zurück, kriecht zu einem mit Regenwasser gefüllten Tümpel und betrachtet sein Spiegelbild. Als er das Gesicht eines alten Mannes erblickt, schreit er entsetzt auf. Mit dem Gesicht voran stürzt er ins Wasser und gibt „das Leben auf, das ein anderes Leben überdauert hatte.“

## Hintergrund
Der Sezessionskrieg war das prägendste Ereignis seines Lebens und blieb bis zu seinem rätselhaften Verschwinden während des Mexikanischen Bürgerkrieges auch im Zentrum seiner schriftstellerischen und journalistischen Arbeiten.
Kurz nach Ausbruch des Krieges hatte Bierce sich bei einem Regiment in Indiana gemeldet und war dort als Scout eingesetzt worden. Er beteiligte sich an den Vorbereitungen der Schlachten von Shiloh und Chickamauga, wurde zweimal verwundet (so am 23. Juni 1864 während des Atlanta-Feldzugs am Kennesaw Mountain) und für seine Tapferkeit mehrfach befördert, so dass er am Ende des Krieges den Rang eines Titularmajors innehatte.
Wie der verlorene Held, der am Ende der Geschichte einen tödlichen Schock erleidet, war Bierce nach seiner unverhofften Beförderung am 1. Dezember 1862 Leutnant und gehörte zur Brigade des Generals William Babcock Hazen, unter dem er an der blutigen Schlacht am Stones River teilnahm, selbst aber nicht verwundet wurde.

## Einzelheiten

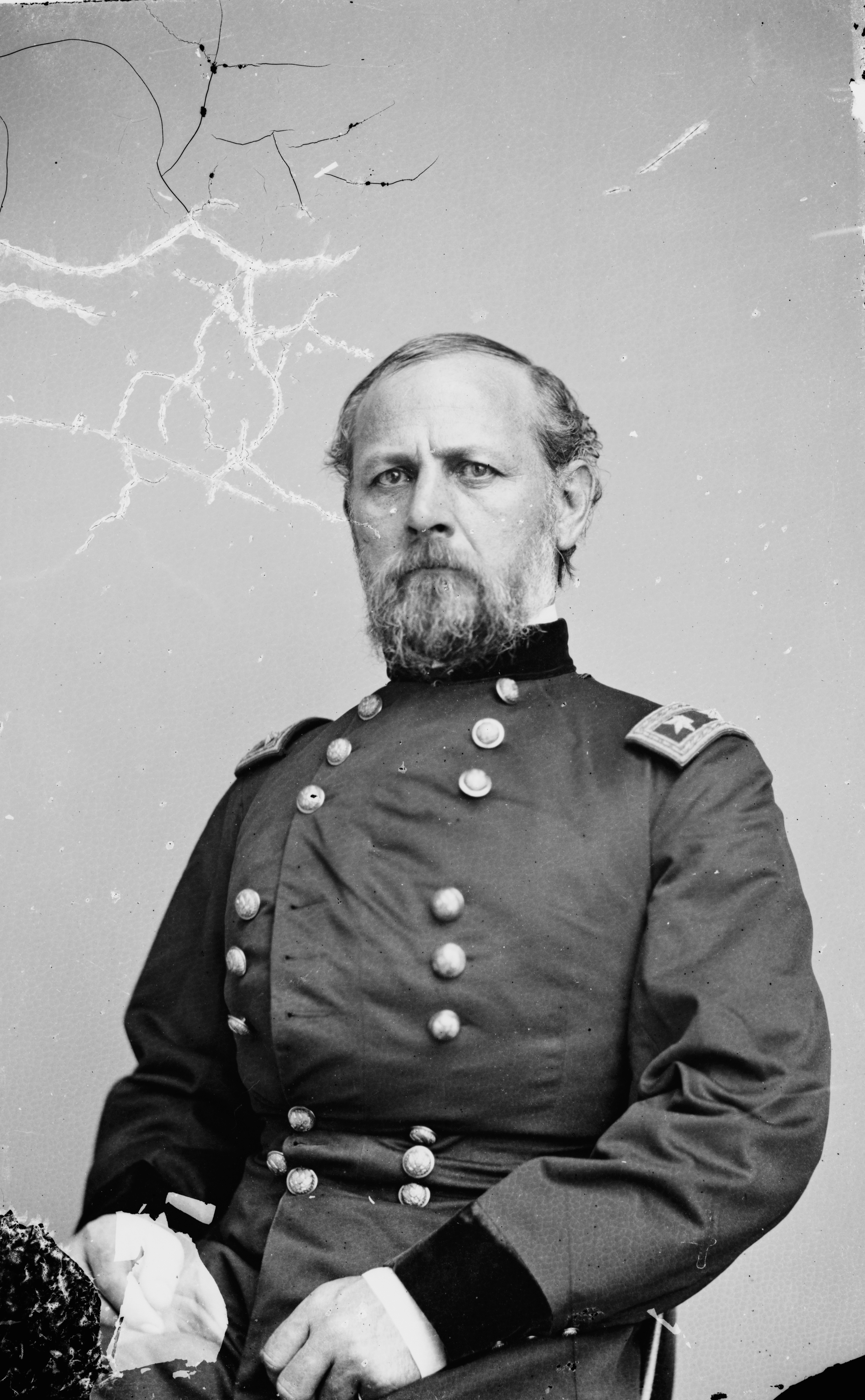
Generalmajor Don Carlos Buell

Mit dem „akustischen Schatten“ könnte Bierce sich auf ein Erlebnis Don Carlos Buells bezogen haben, der die Cumberland-Armee später an Generalmajor William Starke Rosecrans abgeben musste.
Bierce hielt große Stücke auf Buell und lobte ihn überschwänglich, während er Rosecrans nicht ernst nahm und als „Wirrkopf erster Güte“ bezeichnete. Im Dezember 1898 unterstrich er in einem Artikel des San Francisco Examiner seine Verdienste in der Schlacht von Shiloh, die der spätere Präsident Ulysses S. Grant nicht angemessen beurteilt und absichtlich heruntergespielt habe.
Buell, der für sein mildes Vorgehen gegen die Zivilbevölkerung in Alabama kritisiert worden war, konnte während der Kämpfe in der Schlacht bei Perryville das Donnern der nur einige Meilen entfernten Geschütze nicht hören, weswegen ein Großteil seiner Truppe von den Konföderierten unter General Braxton Bragg überrannt werden konnten, ehe er es bemerkte. Die neu eintreffenden Unions-Einheiten, unter denen sich auch das Regiment von Bierce befand, verhinderten, dass die Kämpfe in den folgenden Tagen erneut aufflammten. Da Buell die restlichen Truppen der Konföderierten unbehelligt ins östliche Tennessee hatte entkommen lassen, wurde er am 24. Oktober 1862 von Abraham Lincoln entlassen.
Anlässlich seines Todes 30 Jahre später bezeichnete Bierce ihn als „herausragende Persönlichkeit“ und als jemanden, der von vielen Veteranen als „fähigste(r) Mann des ganzen Krieges“ angesehen wurde, eine Einschätzung, die Hazen teilte.

### Textausgaben
- Ambrose Bierce: Die gesammelten Geschichten und des Teufels Wörterbuch. Aus dem Amerikanischen von Jan-Wellem van Diekmes, Viola Eigenberz, Gisbert Haefs und Trautchen Neetix. Hrsg. Gisbert Haefs, Zürich, Haffmans Verlag. Lizenzausgabe für Zweitausendeins, ISBN 978-3251203086, S. 190197

### Sekundärliteratur
- Jerôme von Gebsattel: Ambrose Gwinnett Bierce, A resumed identity. In: Kindlers Neues Literatur Lexikon. Band 2, München 1989, S. 671–672
- Roy Morris: Ambrose Bierce. Allein in schlechter Gesellschaft. Biographie. Zürich: Haffmans Verlag 1999, ISBN 3-251-20286-3, S. 85–88